# Ангус Грум
Ангус Грум (англ. Angus Groom; нар. 16 червня 1992) — британський веслувальник, срібний призер Олімпійських ігор 2020 року.

## Виступи на Олімпіадах
| Олімпіада           | Дисципліна     | Місце |
| ------------------- | -------------- | ----- |
| Ріо-де-Жанейро 2016 | парні четвірки | 5     |
| Токіо 2020          | парні четвірки | 2     |

## Зовнішні посилання
- Ангус Грум — олімпійська статистика на сайті Sports-Reference.com (англ.) (архівна версія)
- Ангус Грум [Архівовано 24 липня 2021 у Wayback Machine.] на сайті FISA.

1. 1 2  Angus Groom
2. ↑  Angus Groom
3. 1 2  Olympedia — 2006.